# Генеральний штаб армії Японії

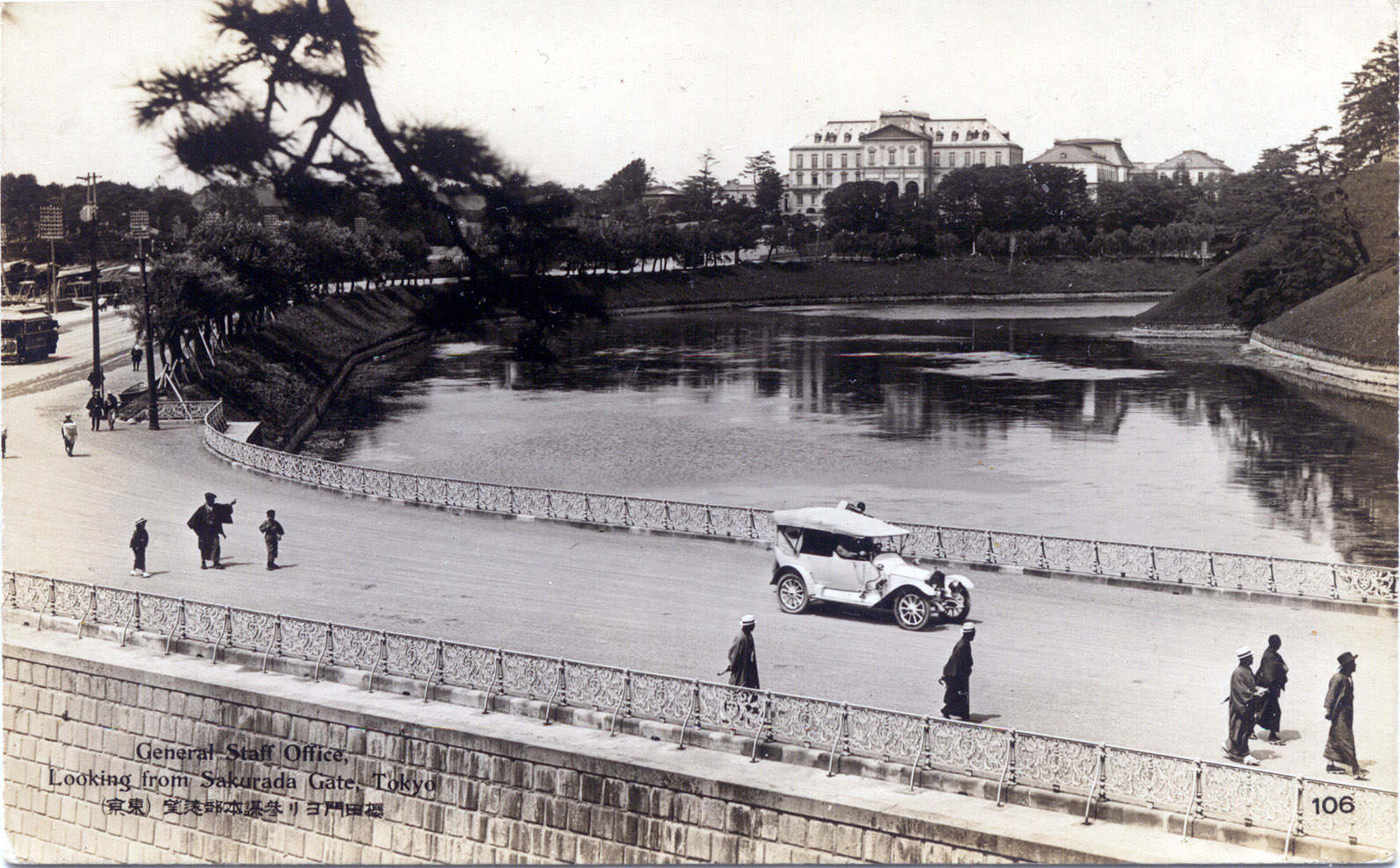
Старий корпус Генерального штабу армії Японії

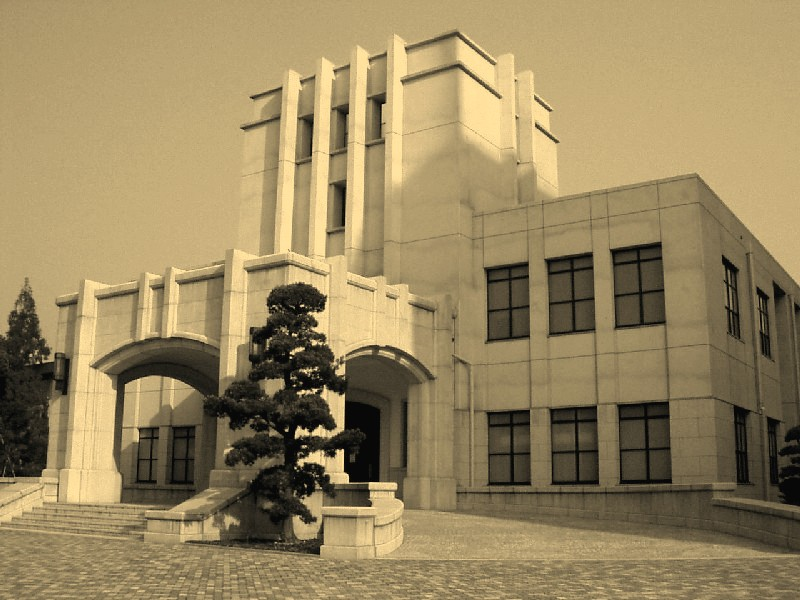
Новий корпус Генерального штабу армії Японії

Генеральний штаб армії Японії (яп. 参謀本部, さんぼうほんぶ, санбо хонбу) — центральне урядове відомство в Японській імперії, найвищий орган командування Імперської армії Японії. Займався розробкою воєнних операцій, інспекцією та підготовкою офіцерів-штабістів. Існував протягом 1878 — 1945 років. 

## Короткі відомості
З 1871 року Генеральний штаб армії Японії існував як Шостий відділ генштабу армії при Міністерстві війни Японії. За два роки його перевели до Міністерства армії Японії, а 1878 року виокремили у незалежне відомство за зразком Генерального штабу армії Пруссії. Новостворений японський генштаб армії підпорядковувався лише Імператору Японії і був найвищим органом командування усіма Збройними силами країни, включаючи Імперський флот Японії. Оскільки голова Генерального штабу координував роботу і армії, і флоту, на перших порах він призначався з числа родичів Імператора Японії.  
1889 року уряд сформував незалежний Генеральний штаб флоту Японії, який перебрав на себе частину функцій Генерального штабу армії, що стосувалися флоту. Відтоді армійський генштаб став завідувати лише справами армії. 1893 року прерогативу командувати усіма збройними силами у воєнний час перебрав на себе особливий Генеральний штаб Збройних сил Японії.
Генеральний штаб армії Японії було скасовано 1945 року, в результаті поразки Японії у Другій світовій війні.

## Голови
| Генеральний штаб армії (参謀本部) |                    |                         |                           |
| №                                 | Ім'я               | Термін                  | Звання                    |
| 1                                 | Арісуґава Тарухіто | 09.03.1889 — 15.01.1895 | генерал, принц            |
| 2                                 | Комацу Акіхіто     | 26.01 1895 — 20.01.1898 | генерал, принц            |
| 3                                 | Кавакамі Сороку    | 20.01 1898 — 11.05.1899 | генерал-лейтенант         |
| 4                                 | Ояма Івао          | 16.05.1899 — 20.06.1904 | генерал                   |
| 5                                 | Ямаґата Арітомо    | 20.06.1904 — 20.12.1905 | генерал                   |
| 6                                 | Ояма Івао          | 20.12.1905 — 10.04.1906 | генерал                   |
| 7                                 | Кодама Ґентаро     | 11.04.1906 — 30.07.1907 | генерал піхоти            |
| 8                                 | Оку Ясуката        | 30.07.1907 — 20.01.1912 | генерал піхоти            |
| 9                                 | Хасеґава Йосіміті  | 20.01.1912 — 16.12.1915 | генерал піхоти            |
| 10                                | Уехара Юсаку       | 17.12.1915 — 17.03.1923 | генерал інженерних військ |
| 11                                | Кавай Місао        | 17.03.1923 — 02.03.1926 | генерал піхоти            |
| 12                                | Судзукі Сороку     | 02.03.1926 — 19.02.1930 | генерал кавалерії         |
| 13                                | Каная Хандзо       | 19.02.1930 — 23.12.1931 | генерал піхоти            |
| 14                                | Кан'їн Котохіто    | 23.12.1931 — 03.10.1940 | генерал кавалерії, принц  |
| 15                                | Суґіяма Хадзіме    | 03.10.1940 — 21.02.1944 | генерал піхоти            |
| 16                                | Тодзьо Хідекі      | 21.02.1944 — 14.07.1944 | генерал піхоти            |
| 17                                | Умедзу Йосідзіро   | 14.07.1944 — 30.11.1945 | генерал піхоти            |